# Klysma
Een klysma (ook wel darmspoeling, klisteer of lavement) is het inbrengen van een vloeistof in de darmen via de anus (darmspoeling). Een klysma bestaat uit een slang die in de anus dient te worden ingebracht, met daaraan vast een (knijp)zak en/of een installatie die het inbrengen van de vloeistof controleert.
Er zijn ook kleinere klysma's, die gebruikt kunnen worden om geneesmiddelen in te brengen. Er zijn verschillende redenen om een farmacon via een klysma toe te passen: zo kan het soms niet mogelijk zijn het geneesmiddel oraal in te nemen (diazepam bij status epilepticus) of moet het geneesmiddel juist lokaal werkzaam zijn (bij ziekte van Crohn). Dit type klysma's hebben een volume van 10 tot 150 ml.
Om de darm te reinigen bestaat een klysma meestal uit lauw water. Circa 5 tot 20 minuten na het klisteren ontstaat een hevige aandrang, waarna vloeistof en ontlasting naar buiten komen en de darm schoon is.
In de farmacie worden vloeistoffen bestemd voor rectale toediening ook klysma genoemd.

## Werking

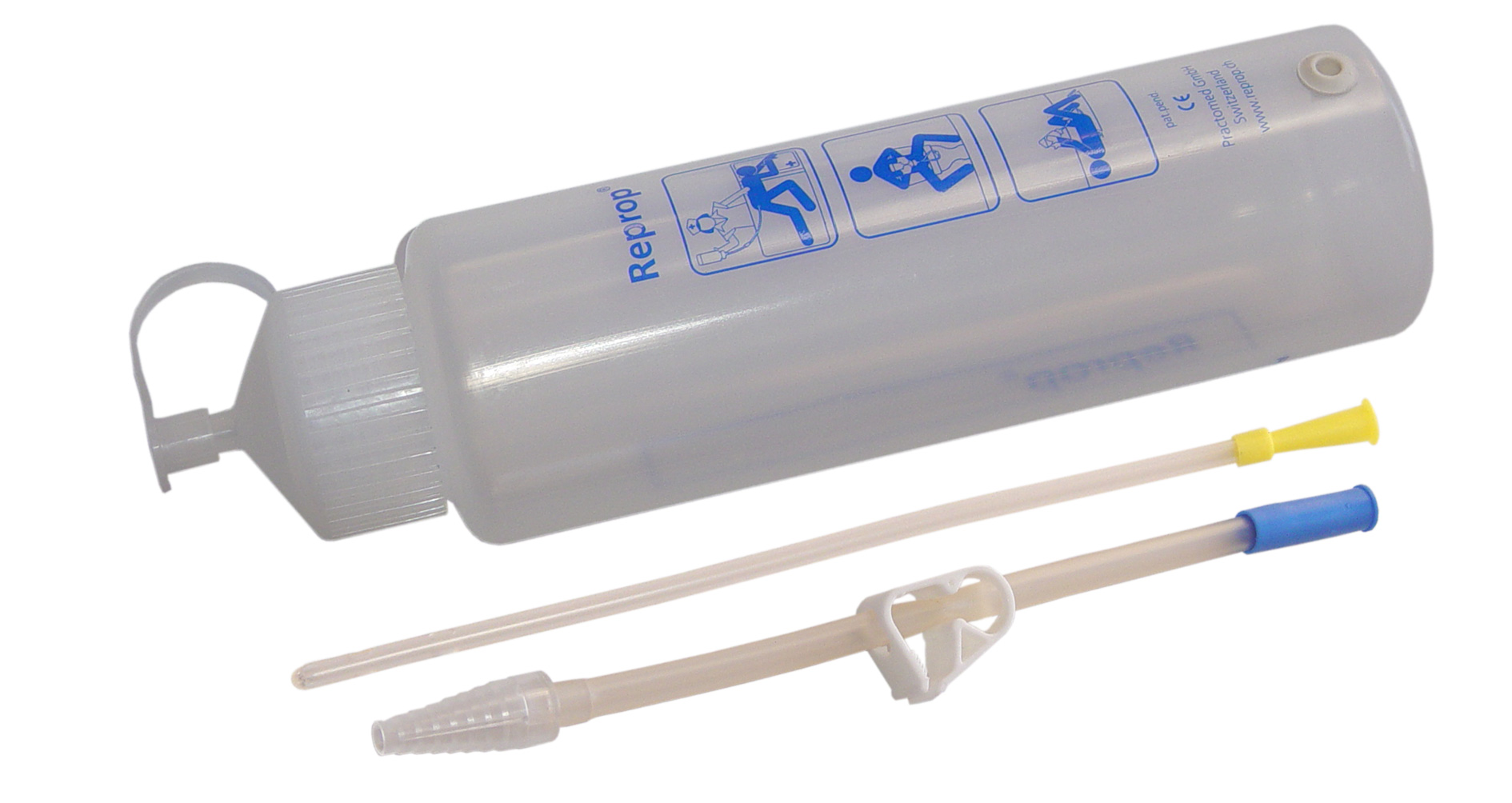
Klysmapompje

Door water in de darm te brengen ontstaat er een verweking en verdunning van de ontlasting enerzijds en anderzijds wordt de endeldarm geprikkeld. Als de hoeveelheid ingebrachte vloeistof groot genoeg is ontstaan er peristaltische bewegingen en die leiden ten slotte tot een lediging van de darm.

## Toepassingen
- Bij het snel willen verhelpen van een verstopping van de darm
- Voor het opwekken van darmactiviteit bij darmproblemen
- Voor het gecontroleerd legen van de darm bij incontinentie
- Bij het gecontroleerd legen van de darm bij een colostomie
- Voor het toedienen van medicatie (onder vloeibare vorm), bijvoorbeeld bij de ziekte van Crohn en ziekte van Hirsprung
- Voorafgaand aan een operatieve ingreep
- Voorbereiding op anale seks

Een klysma met een bariumhoudende contrastvloeistof wordt gebruikt om de darmen goed te kunnen zien op een röntgenfoto.

## Risico's
De vroeger veelgebruikte zeepoplossing wordt tegenwoordig sterk afgeraden wegens de mogelijke ernstige bijwerkingen.
Klysma's kunnen risico's, bijvoorbeeld van gewenning, opleveren als ze onjuist worden gebruikt.
Het is daarom niet aan te raden regelmatig klysma's te zetten als voorbereiding op anale seks (soms eufemistisch douchen genoemd).
Een gevaarlijk gebruik van het klysma is de rectale toediening van alcohol. Sommigen doen dit omdat men zo sneller en met minder drank dronken wordt. Bovendien meent men soms ten onrechte dat men bij een blaastest niet door de mand valt, minder snel aankomt in gewicht en niet misselijk wordt. Evenals bij 'slimmen' is deze manier potentieel schadelijk voor de gezondheid en tevens zeer risicovol omdat men zichzelf ongewild een dodelijke dosis kan toedienen.

## Farmaceutische toepassing
In de farmacie zijn klysma's vloeistoffen voor rectaal gebruik met daarin één of meerdere farmaca. Klysma's komen voor als oplossing, suspensie of emulsie. Het volume van het klysma is afhankelijk van de toepassing. Klysma's met een lokale werking (in het rectum of de dikke darm) hebben een volume van doorgaans 40-100 ml en maximaal 500 ml. Klysma's met een systemische werking (ergens anders in het lichaam, niet op de plaats van toediening) hebben een volume van doorgaans 3-10 ml en maximaal 20 ml.

## Trivia
- Gebruik van klysma's voor seksuele opwinding wordt klysmafilie genoemd.